# Neocrambus wolfschlaegeri
Neocrambus wolfschlaegeri is een vlinder uit de familie grasmotten (Crambidae). De wetenschappelijke naam is voor het eerst geldig gepubliceerd in 1937 door Schawerda.
De soort komt voor in Europa.